# Управление проектированием
Управление проектированием — организационно-техническая деятельность, которая в рамках условий поставленной задачи позволяет наилучшим образом разработать проектную документацию на новую продукцию.

## Проектная деятельность

### Понятие проекта и проектирования
Работа любого предприятия состоит из постоянного решения разных производственных задач. Часто ответственные внутрипроизводственные задачи и задачи по разработке сложной научно-технической продукции называют проектами. Продуктами проекта могут быть продукция предприятия (результаты научных и маркетинговых исследований, проектно-конструкторская и технологическая документация на новое изделие, программное обеспечение и т. д., разработанные для заказчика) и решение внутренних производственных задач (повышение качества продукции и эффективности организации труда, оптимизация финансовых потоков и т. д.).
Проект — это работы, планы, мероприятия и другие задачи, направленные на создание нового продукта (устройства, работы, услуги). Выполнение проекта составляет проектную деятельность. 
Применительно к разработке проектно-конструкторской документации проектная деятельность включает:
- проведение управленческих мероприятий (проектное управление). Достигается на основе использования, в том числе, принципов и методов управления проектом (часть системы менеджмента предприятия),
- проведение научно-технических разработок (поиск новых технических решений). Эти решения оформляются в виде комплекта документации, называемого проектом, который предназначен для создания разработанного устройства, его эксплуатации, ремонта и ликвидации, а также для проверки или воспроизведения промежуточных и конечных решений, на основе которых он был разработан. Такая научно-техническая деятельность называется проектированием. (Обратим внимание на то, что значение слова «проект» в управленческой и научно-технической деятельности отличаются).

Проектированию характерна практическая направленность и персональная ответственность за полученные и переданные заказчику результаты. Другой особенностью проектирования является и то, что в качестве руководителя проектной работы, как правило, выступает не специальное должностное лицо (менеджер), а технический специалист-руководитель работ или проекта. На нём лежит ответственность за принятие окончательных решений на отдельных этапах и по всей работе в целом. Он же подбирает и расставляет кадры, отвечает за распределение средств.

### Стороны проектной деятельности
В соответствии с Гражданским кодексом, проектирование — это один из видов подрядных работ, результатом которых является продукция (проект), то есть комплект документации на другой продукт (объект проектирования, то есть материальное устройство, или выполнение работы, или оказание услуги).
Участников этих работ разделяют на потребителей (заказчиков проектных работ) и поставщиков (исполнителей этих работ, подрядчиков). Исполнителя-специалиста по разработке проекта называют проектировщиком или разработчиком. Если продукция создается для собственного потребления, то возможно соединение в одном лице заказчика и исполнителя. Поставщиком, как и потребителем продукции, может быть организация (юридическое лицо) или конкретный человек (физическое лицо).
Существует ещё один участник работ — государство, которым создана система мер по защите потребителя посредством контроля, лицензирования, выпуска нормативной документации, в том числе регламентирующей проектную деятельность.

### Понятие управления проектированием
Проектирование — сложный процесс, который связан не только с поиском оригинальных решений и идей, но и с оформлением и утверждением результатов, оценкой их эффективности, умением распределить работу между исполнителями и управлять ею и т. д. Это длительный процесс, который включает этапы от подготовки проектного задания до испытания опытных образцов. 

В процессе проектирования всегда участвует группа людей, поэтому результативность работы существенно зависит и от того, насколько полно учтены особенности работников, правильно организовано взаимодействие участников (сторон) проектирования и подобран коллектив исполнителей, умело ведётся управление им.
Всё это указывает на то, что проектирование должно профессионально управляться, то есть включать и поиск оригинального решения, и организацию проектных работ (управление работниками и работой), то есть стоит говорить не просто о проектировании, а об управлении проектированием. 
«Управление проектированием», как и «проектирование», имеет те же цели деятельности (создание комплекта документации), тот же объект (продукт в виде устройства, работы, услуги), но для достижения цели привлекает дополнительные средства и методы.
В систему менеджмента предприятия входят общие системы (управление проектами, маркетинг, Система менеджмента качества) и специализированные (управление производством, персоналом, финансами и т. д.). С целью эффективного использования научно-технических ресурсов предприятия и соблюдения договорных обязательств перед заказчиком в эту систему также должно входить управление проектированием. 
С другой стороны, поскольку задачи поиска новых решений (то есть задачи проектирования) всегда возникают при решении разных задач управления, то знание методологии проектирования является основой успешной деятельности в этих областях.
Существует проектирование технических устройств, социальное проектирование, проектирование программного обеспечения и другие виды проектных работ. Они отличаются видами разрабатываемых объектов, исторически сложившимися подходами и т. д. Так, проектирование программного обеспечения уже давно рассматривается как часть управления проектами, активно использует современную терминологию и технологии.
Приводимые далее сведения будут относиться, прежде всего, к проектированию технических устройств (классическому проектированию).

## Методология управления проектированием
Управление проектированием обладает своей методологией, которая включает принципы и структуру деятельности, методы и способы др.

### Принципы проектной деятельности

Рис.1. Основные части проектирования

Современная продукция (здания, машины, программные комплексы и т. д.), характеризуется не только сложностью, но и заметным воздействием на общество и окружающую среду, тяжестью последствий аварий из-за ошибок разработки и эксплуатации, высокими требованиями к качеству и цене, сокращению сроков выпуска новой продукции. При создании таких объектов их уже необходимо рассматривать в виде системы, то есть комплекса взаимосвязанных внутренних элементов с определенной структурой, широким набором свойств и разнообразными внутренними и внешними связями. Проектирование должно основываться на тщательном совместном рассмотрении объекта проектирования и процесса проектирования, которые в свою очередь включают ещё ряд важных частей, показанных на рис.1.
Наиболее эффективным подходом к управлению проектированием в современных условиях является системный подход. Ещё нельзя утверждать, что известны полный состав и содержание его принципов, однако применительно к проектной деятельности можно сформулировать наиболее важные из них:
- Практическая полезность:
  - деятельность должна быть целенаправленной, устремленной на удовлетворение действительных потребностей реального потребителя или определенной социальной, возрастной или иной группы людей, а также на удовлетворение действительных целей предприятия;
  - деятельность должна быть целесообразной. Важно вскрыть причины, препятствующие использованию существующих объектов для удовлетворения новых потребностей, выявить вызывающие их ключевые противоречия и сконцентрировать усилия на их разрешении;
  - деятельность должна быть обоснованной и эффективной. Разумным будет использование не любого решения задачи, а поиск оптимального варианта;
- Единство составных частей:
  - целесообразно любой объект и процесс, сложный ли он или простой, рассматривать как систему, внутри которой можно выделить логически связанные более простые части — подсистемы, единство частных свойств которых и образует качественно новые свойства системы;
  - разрабатываемые объекты предназначены для людей, ими создаются и эксплуатируются. Поэтому человек также обязан рассматриваться в качестве одной из взаимодействующих систем. При этом должно приниматься во внимание не только физическое взаимодействие, но и духовно-эстетическое воздействие;
  - внешняя, или как её ещё называют — жизненная среда, также должна рассматриваться в качестве системы, взаимосвязанной с проектируемым объектом, а процесс проектирования — как часть системы функционирования предприятия;
- Изменяемость во времени:
  - учёт этапов жизненного цикла объекта и процесса разработки;
  - учёт истории и перспектив развития и применения разрабатываемого объекта, а также областей науки и техники, на достижениях которых базируются соответствующие разработки[4].

### Методы и модели проектной деятельности
В процессе проектирования используются разнообразные методы. Прежде всего, это эвристические, экспериментальные и формализованные методы.
Эвристические методы оперируют понятиями и категориями (абстрактными, отвлеченными). Формализованные — конкретными параметрами или их группами. Экспериментальные — физическими (реальными) объектами и процессами и их характеристиками.
Среди эвристических методов отметим следующие универсальные методы:
- Метод декомпозиции. Лежит в основе системного подхода. Метод позволяет разложить сложную задачу на ряд простых, но взаимосвязанных задач, представить её в виде иерархической структуры. Применим к исследованию как устройств, так и процессов. С его помощью, например, уточняют цель работы (построение дерева целей), расчленяют периоды на этапы (например, понятие жизненного цикла изделия). При декомпозиции следует руководствоваться определёнными правилами;
- Метод мозговой атаки. Служит основой коллективного решения проблем, возникших в процессе проектирования, а также подготовки и проведения продуктивного совещания;
- Метод последовательных приближений (метод итераций). Проектирование ведется в условиях информационного дефицита, то есть в начале проекта сведения о виде конечного решения минимальны, и они пополняются и уточняются в процессе проектирования. Такая неопределенность устраняется посредством выполнения итерационных процедур;
- Теория решения изобретательских задач (ТРИЗ). Помогает выявить истинные причины (противоречия), мешающие разработке системы, и выбрать средства для их устранения. ТРИЗ также помогает найти компромисс (разрешить противоречия) в случае возникновения конфликтов интересов.

Среди формализованных методов особо выделяют методы оптимального проектирования, которые служат основой для выбора лучшего и, следовательно, конкурентоспособного решения, позволяют аргументировано доказать верность и эффективность полученных результатов, убедительно представить их заказчику. 

Результаты выбора зависят от принятых в проекте критериев оптимизации. Они определяют конечный вид проектируемой системы, и грамотное их назначение позволяет избежать случайных и неэффективным результатов (хотя эти результаты могли быть получены на основе многократно проверенных и общепринятых методик). Часто применяется пара критериев, известная как «цена-качество», то есть экономичность-эффективность.
С целью повышения достоверности субъективных выводов предлагают различные методы, в большинстве основанные на использовании экспертных оценок. Достаточно простым и распространенным является метод бинарных сравнений. Метод основан на том, что сравнить между собой два варианта и выбрать из них предпочтительный проще, чем одновременно сравнивать три и более варианта.
Хотя объектом проектирования является продукция в виде устройства, работы, услуги, в действительности в процессе проектирования работа ведётся с их моделями, вид которых постепенно уточняется от первоначальных словесных описаний до опытных образцов. И результат проектирования — проектная документация, тоже является одним из видов моделей (чертежи, полигональная модель, информационная модель), промежуточных на пути создания продукта.
С целью упрощения процесса изучения реальных устройств и процессов выделяют четыре уровня их моделей, различающихся количеством и степенью важности учитываемых свойств и параметров. Это — функциональная, принципиальная, структурная и параметрическая  модели.
В результате решения проектной задачи происходит переход от одной модели к другой (функциональная — принципиальная — структурная — параметрическая). Вид модели также связан с определённым этапом проектной работы, прохождение которого обязательно, так как упрощает процесс разработки, распределение работ и контроль их выполнения.
Если принять за 1 стоимость исправления проектной ошибки, обнаруженной после завершения проектирования и допущенной на этапе расчёта параметров (параметрического синтеза), то стоимость её исправления возрастает приблизительно в 10, 100 и 1000 раз, если ошибка была допущена соответственно на этапах синтеза структуры, принципа действия, подготовки технического задания.

## Структура проектной деятельности (план управления)

Рис.2. Структура проектной деятельности

Проектирование как целенаправленная деятельность обладает определённой структурой. 

Структура проектной деятельности — это целенаправленная последовательность выполнения процедур на основе взаимодействия участников проектного процесса. Структура задаёт алгоритм (план) управления, ведущий к достижению целей проектирования, и представляет собой модель управления процессом проектирования.
На рис. 2 приведена структура проектной деятельности. Она отображает иерархическую систему управления, согласно которой действия на последующих этапах задаются результатами выполнения предыдущих этапов. 

Завершение работ по каждому этапу служит основными контрольными точками, в которых наглядно и в относительно законченном виде представляются результаты. Это позволяет мотивированно дать заключение о дальнейших действиях по выполнению проекта.
Вследствие неполноты начальных знаний об объекте, процесс проектирования — итерационен, что на рис.2 отражается пунктирными стрелками обратных движений. С другой стороны, обратная связь позволяет оперативно вести оценку выбранных моделей и методов решения и влиять на эффективность управления.
На каждом этапе проектирования выполняются следующие процедуры:
- выбор модели (то есть основополагающего принципа, вида блок-схемы и расчетной схемы),
- выбор метода решения,
- решение,
- анализ полученных результатов, оценка и принятие решения[6].

### Составление технического задания
Исходное задание выдаётся заказчиком. Основными причинами, заставляющими его обратиться к разработчику, являются отсутствие у заказчика соответствующих специальных знаний либо ограниченность его ресурсов (нехватка времени на решение задачи, необходимого количества людей, оборудования).
Задание может быть чётко определено, например, когда всю работу ведет один человек, либо оно выдано авторитетным специалистом, либо не может быть подвергнуто сомнению (госзаказ). Но чаще оно формулируется в общих чертах на языке потребителя-неспециалиста, далеким от языка разработчика и терминов предметной области, и не всегда бывает технически четким и исчерпывающим. Неопределенные требования вызывают неуверенность у всех участников работ, так как допускают различное толкование требований и не позволят объективно оценить качество разработанного изделия. Также разработчик должен понимать, что заказчик может не знать (или знает частично) специальных требований, что не снимает с разработчика ответственности и обязательности выполнения требований надзорных органов независимо от их наличия в задании. Таким образом, особенностью проектной деятельности является ответственность не только заказчика, но и разработчика (исполнителя) за постановку целей проекта и полезность его результата.
Решение любой задачи начинается со сбора и уточнения исходных данных. Обычно заказчик задаёт цель (как он её понимает) и ресурсные ограничения (время, деньги).

Следующий обязательный этап — осмысление и анализ информации, заключающийся, прежде всего, в переводе требований на язык предметной области, формулировке задачи максимально полно и грамотно, в обосновании необходимости её решения, то есть формулирование технического задания (ТЗ). Исполнитель выполняет его в тесном контакте с заказчиком. 

Неопределенность, свойственная ТЗ, вызывает необходимость прохождение этапов по несколько раз, итерационно, от более общей постановки задачи — к детальной её проработке.
Составление ТЗ — сложная и ответственная задача: многие данные ещё не известны, но то, как задание будет поставлено, способно облегчить или затруднить последующее проектирование. Специалисты считают, что грамотное ТЗ — это более 50 % успеха в решении задачи, а время, затраченное на подготовку ТЗ, — одно из лучших вложений, которые фирма может сделать в период проектирования. Недаром составление ТЗ поручается ведущим специалистам — главным конструкторам, руководителям проектов и работ и т. п.
С другой стороны, стоит принимать во внимание слова Ли Якокки: «… беда в том, что ты учился в Гарварде, где тебе вбили в голову, что нельзя предпринимать никаких действий, пока не соберёшь все факты. У тебя 95 % информации, а для того, чтобы собрать недостающие 5 %, тебе понадобится еще шесть месяцев. За это время все факты устареют, потому что рынок развивается гораздо быстрее. Самое главное в жизни — всё делать вовремя.
… главная задача состоит в том, чтобы собрать все важные факты и точки зрения, которые вам доступны. Но в какой-то момент надо начинать действовать решительно. Во-первых, потому, что даже самое правильное решение оказывается неверным, если оно принято слишком поздно. Во-вторых, потому, что в большинстве случаев не существует такой вещи, как полная уверенность. Вам никогда не удастся собрать все 100 % информации. К сожалению, жизнь не будет ждать, пока вы оцените все возможные просчеты и потери. Иногда надо просто двинуться вперед наудачу и исправлять ошибки по ходу движения».
В итоге ТЗ должно включать перечень целей проектирования и список предъявляемых требований:
- Функциональная постановка целей. Изделие является лишь материальным носителем определенных функций, выполнение которых и позволяет достигать заданные цели (удовлетворять потребности). Но одну и ту же функцию могут выполнять разные устройства. Поэтому функциональное, а не предметное указание цели расширяет область возможных решений, что необходимо для поиска наилучшего. Также, функция — более четкий термин для описания сути назначения устройства. Уточнение целей и назначение соответствующих им функций — наиболее важная часть работы по составлению ТЗ;
- Выполнение функций, реализующих заданные потребности, всегда увязывается с удовлетворением определенных требований (см. перечень типовых требований к техническим устройствам), которые делают изделия более привлекательными, учитывают и конкретизируют особенности производства и эксплуатации и т. п. Для удобства требования по виду подразделяют на три группы:
  - условия, характеризуются конкретными значениями данных (формально их можно представить в виде равенств). Например, масса изделия должна составлять 10 кг, применять сталь 40Х, место эксплуатации — тундра. Важную часть условий формирует оценка доступных ресурсов;
  - ограничения, задают допустимую область данных (формально их можно представить в виде односторонних или двусторонних неравенств). Например, вес изделия не должен превышать 10 кг, применять углеродистые стали;
  - показатели качества (которые преобразуются в критерии оптимизации), задают только перечень характеристик и направление поиска предпочтительного значения (максимальное или минимальное значение, например, вес изделия должен быть минимальным, а удобство обслуживания — максимальным). Конкретное значение показателя становится известным только в конце этапа или всего цикла проектных работ и служит мерой предпочтения в процессе поиска оптимального варианта (основой выбора окончательного варианта).

Как и процесс проектирования, работа с требованиями также подлежит управлению. Эти процедуры хорошо отработаны в управлении требованиями к программному обеспечению.
Стоит отметить, что приведённые в условии данные — это номинальные параметры, но было бы более правильно приводить нормированные значения этих параметров, задаваемые предельными допустимыми значениями (например, масса изделия 9,8…10,1 кг). То есть то, что считают условиями, на практике являются ограничениями в виде двусторонних неравенств. Ширина диапазона является следствием величины допуска на этот параметр.
Для конкретизации целей и требований, заданных нечётко либо качественно, применяют метод декомпозиции.

### Синтез принципа действия
Функция — цель, физический (или иной) принцип — основа её достижения. Задача синтеза принципа действия — отыскать принципиальные положения, физические, социальные и т. п. эффекты, которые составят основу функционирования будущего изделия. Это могут быть основополагающие нормы, фундаментальные законы и правила, их частные случаи или следствия. Работа ведется с принципиальными моделями и их графическим представлением — блок-схемами. Результатом этапа будет принципиальная (функционально-физическая) схема разрабатываемого устройства, причем такая, которая наилучшим образом удовлетворит требованиям ТЗ. 

Этому этапу соответствует заключительная стадия ТЗ и стадия технического предложения структуры проектирования по ГОСТ 2.103.
Оригинальность функционально-физической схемы является основой патентоспособности найденного технического решения (как правило, это — способ). С другой стороны, проведение патентных исследований даёт возможность определить патентную чистоту полученного решения и подтвердить отсутствие на него права собственности.
Вид и состав функционально-физической схемы позволяет выделить подсистемы и начать распределение работ между соисполнителями (узкими специалистами).
На этапе синтеза принципа действия расширяется круг параметров проектируемого устройства. В основном они характеризуют его физическую, химическую и т. п. сущность. Их ещё не достаточно, чтобы дать полную и точную картину поведения устройства в реальных условиях и выбрать предпочтительный принцип действия. Однако появляется возможность выполнить предварительную оценку доступности источника энергии и его потребной мощности, тип производства и другие сведения.
Оценка принципа действия по количеству используемых эффектов не всегда верна. Так, работа лампы накаливания основана на двух физических эффектах, а лампы дневного света — порядка 5, хотя последняя применяется всё чаще.

### Структурный синтез
На этапе структурного синтеза на основе выбранного принципа действия создаются варианты начального графического представления устройства — структуры, схемы, алгоритмы, упрощённые эскизы. Начинается процесс конструирования. Появляются параметры, характеризующие основную геометрию устройства, предложения по стандартным и готовым (покупным) узлам и агрегатам, возможным поставщикам. В соответствии с ГОСТ 2.103 этот этап включает стадию эскизного проектирования.
Синтез структур, даже в пределах одной и той же функционально-физической схемы, позволяет получить значительное число конструктивных вариантов решений и является важным средством достижения высоких характеристик проектируемых устройств. Синтез структур — трудно формализуемый этап. Он тесно связан с эвристическими процедурами и является основной областью изобретательской деятельности.
Синтезированная структура должна проверяться на патентную чистоту. И если разработанная структурная схема окажется оригинальной, то это указывает на патентоспособность конструкции на уровне устройства.
После синтеза вариантов структур переходят к выбору лучшего. Но неполнота имеющихся на данном этапе данных и несовершенство методов структурной оптимизации не позволяет однозначно указать на лучший вариант. Выбор лучшей структуры сводится к поиску рациональной, а выводы носят рекомендательно-оценочный характер. Широко используют ранжирование структур по рассматриваемым признакам, причем заключение делается на основе опыта эксплуатации изделий с подобными структурами.
Выбранная структура служит основой создания схемы или эскиза разрабатываемого устройства, что позволяет лучше его представить, облегчает выбор и построение расчетной схемы (расчетной модели). Графическое изображение необходимо при обсуждении разработки с другими людьми (для удобства и однозначности восприятия) или фиксирования и архивации результатов работы. В простых и очевидных случаях (например, для типовых структур) варианты схем анализируют в уме и сразу переходят к расчетам и вычерчиванию конструкции.

### Параметрический синтез
На основе полученных расчётных схем на этапе параметрического синтеза определяют конкретные вид и характеристики проектируемого устройства, находят численное решение проектной задачи, создаётся подробная документация или описание устройства, чертежи изделия и его частей. Этот этап соответствует стадиям технического и рабочего проектирования.
Численное решение связано с расчетными моделями. Это могут быть известные модели (нормативные методы расчета и готовое программное обеспечение с хорошо отработанными алгоритмами решения) или разрабатываемые применительно к конкретной задаче. Выполнение технических расчетов — наиболее формализованная часть проектной деятельности.
После определения параметров устройства становится возможным проверить ранее сделанные предположения (например, о габаритах и массе устройства и его частей, что влияет на действительные значения механических характеристик, выбор расчетных коэффициентов и т. п.) и, при больших расхождениях, уточнить исходные данные и повторить расчеты. Также становится возможным проверить согласованность основных параметров подсистем устройства, таких как производительность (например, величин мощности с учетом КПД), степень надежности (желательно, чтобы подсистемы имели одинаковую надежность) и другие.
Каждый параметр, приводимый в проектной документации, известен с некоторой точностью и характеризуется своими предельными значениями и законом распределения. Представление параметров в виде конкретного числа (номинального значения) вносит в расчет неопределенность, и поэтому должно проводиться обоснованно. Например, расчет по средним или по предельным значениям, в «запас прочности». 

В свою очередь, точность результатов расчетов определяется точностью исходных параметров и точностью выбранной модели и метода решения задачи. И наоборот, точность выбираемых модели и метода решения должны обеспечивать требуемую точность результатов.

### Действия по завершении цикла работ
Проработка проектных вариантов на каждом цикле работы завершается принятием одного из следующих решений:
- о завершении проектирования устройства и оформлении проектной документации со сдачей её заказчику. При завершении проектирования подсистемы переходят к проектированию других подсистем, предварительно дополняя ТЗ условиями сопряжения частей;
- о прекращении разработки данного устройства, поскольку его возможные варианты оказываются неспособными удовлетворить требованиям заказчика. Такое решение может быть принято на любом из этапов проектирования и обуславливается, прежде всего, экономическими и социально-политическими обстоятельствами. Заказчику представляется отчет о проделанной работе и объяснение причин её прекращения. Согласуются вопросы о разделении ответственности и понесенных расходов;
- о неудовлетворительности полученных результатов (несоответствие конструкции реальным технологическим возможностям, недостаточная эффективность устройства) и возвращении на один из предыдущих этапов проектирования. В исходные данные вносятся коррективы (уточнения и дополнения), намечают план последующих действий и повторяют этапы проектных работ.

При завершении проектирования рекомендуют ещё раз проанализировать полученное решение, особенно на возможность максимального повышения степени унификации, стандартизации, преемственности и технологичности. Наиболее эффективным методом улучшения решения является функционально-стоимостный анализ (ФСА).
В ряде случаев (важное задание, высокие требования к решению) по завершении работ проводят экспертизу проекта: внутреннюю или внешнюю (независимую). Приемка работы оформляется актами, причем проверяется не только качество результата разработки, но и комплектность документации.
Завершает цикл работ этап, подводящий итог проектной деятельности, — сертификация. Её назначение — определение уровня качества созданного изделия и подтверждение его соответствия требованиям тех стран, где предполагается его последующая реализация. Необходимость выделения этого этапа в виде самостоятельного вызвана тем, что в настоящее время экспорт продукции или её реализация внутри страны во многих случаях недопустимы без наличия у нее сертификата качества.

## Инженерный менеджмент

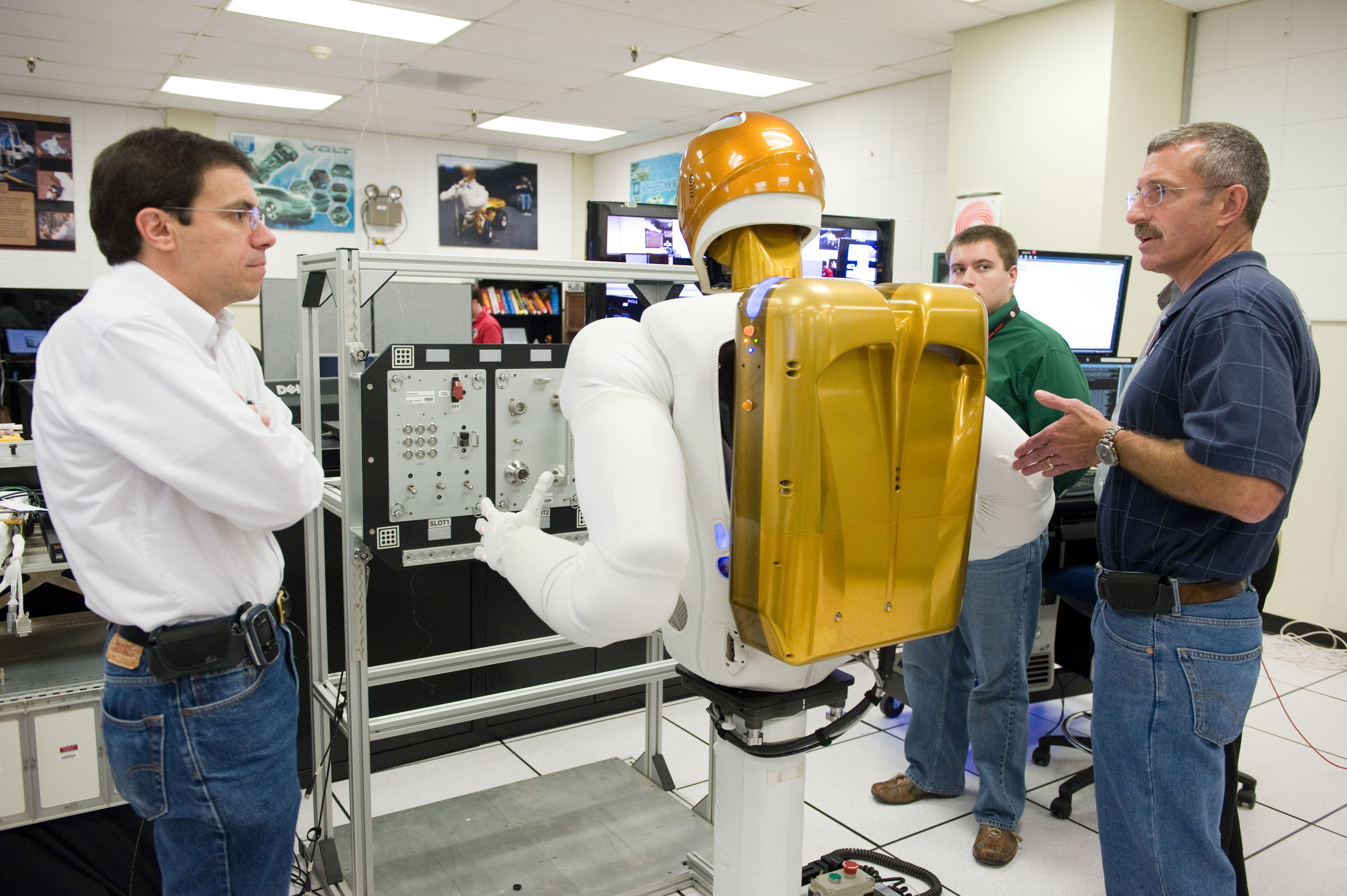
Инженер-менеджер Рон Дифтлер в лаборатории НАСА

Инженерный менеджмент (англ. Engineering management) — это отрасль управления проектированием и научная дисциплина, которая изучает и применяет инженерные принципы в планировании и оперативном управлении промышленностью, а также на производстве. Инженерный менеджмент сочетает в себе управленческую, техническую, научную, экономическую и правовую части.
Это особая форма управления проектированием, которая необходима для успешного управления отдельными проектами, компаниями и людьми в областях производства, промышленного дизайна, строительства, информационно-телекоммуникационных технологий, трафика или международной торговли.
Понятие «инженерный менеджмент» иногда употребляется как синоним управления проектированием.

### История возникновения
Истореографы считают, что самой старой кафедрой инженерного менеджмента является кафедра Технологического института Стивенса (штат Нью-Джерси). В 1908 году была основана Школа инженерного менеджмента. Позже в Европе появились бакалавриаты инженерного менеджмента. В 1959 году в Университете Дрексел тоже была начата программа по изучению инженерного менеджмента. Университет науки и технологии Миссури (ранее — университет Миссури-Ролла) основал кафедру инженерного менеджмента в 1967 году. Итальянская университетская система инженерного менеджмента появилась в начале 21 века. Обучение составляет 5 лет: 3 года на бакалавра и 2 — на магистра.
Германия занимается изучением инженерного менеджмента с 1927 года в Берлине. Интересно, что в университетах и инженерных школах ГДР подобный курс обучения был создан как инженерная экономика. Стамбульский технический университет имеет отделы инженерного менеджмента (управления проектированием) с 1982 года. В Великобритании такая кафедра появилась в университете Варвик в 1980 году. В России программа инженерного менеджмента имеется с 2014 года и предлагает степень бакалавра и магистра. Во Франции она появилась в 2018 году и предлагает магистерское образование и 4-5 лет обучения. В большинстве стран Европы магистерские программы по подготовке специалистов инженерного менеджмента рассчитаны на два года обучения.

### Развитие
В соответствии с требованиями быстрого развития науки и техники, инженерный менеджмент достиг академического уровня за эти годы. Кандидаты в магистратуру должны иметь степень ученого бакалавра в таких совместимых областях, как компьютерная наука и математика. Магистерские программы дают технические знания, поэтому они представляют собой баланс между академическими, научными, профессионально-прикладными и теоретико-методологическими дисциплинами, которые соответствуют традиционным программам MBA. Специализация в определенных областях, или программа сертификации, может включать промышленное проектирование, технологии управления, системную инженерию, продукты и процессы, качество, организационное управление, оперативное управление, информационные и телекоммуникационные технологии и системы, управление проектами, маркетинг и финансы. Промышленные и профессиональные ассоциации предлагают программу сертификации через организованные профессиональные семинары и тренинги, которые подтверждают знания и навыки инженеров по менеджменту.

### Интересные факты
Немало тех ученых, кого принято считать авторитетами в области инженерного менеджмента. Примером в этом отношении могут быть Тейлор, Анри Файоль, Генри Гант. Именно поэтому ранние школы инженерного менеджмента (школа научного управления, административная школа) содержали ярко выраженную инженерную составляющую.

## Внешние ссылки
- Инженерный менеджмент
- Управление проектированием, Программа начального обучения